# Hrabstwo Grundy (Tennessee)
Hrabstwo Grundy (ang. GrundyCounty) – hrabstwo w stanie Tennessee w Stanach Zjednoczonych. Obszar całkowity hrabstwa obejmuje powierzchnię 361,14 mil² (935,35 km²). Według szacunków United States Census Bureau w roku 2009 miało 14 130 mieszkańców.
Hrabstwo powstało w 1844 roku. 

## Miasta
- Altamont
- Beersheba Springs
- Coalmont
- Gruetli-Laager
- Palmer
- Tracy City[4]

## CDP
- Pelham[4]